# 9275 Persson
9275 Persson (1980 FS3) là một tiểu hành tinh vành đai chính được phát hiện ngày 16 tháng 3 năm 1980 bởi C.-I. Lagerkvist ở Đài thiên văn Nam Âu.